# Palazzo Montemajor
Il Palazzo Montemajor è un edificio storico di Napoli, ubicato in piazza Cavour 58 sul lato appartenente al quartiere San Lorenzo in Napoli.
Appartenuto alla famiglia Montemajor, dalla quale prese il nome, è caratterizzato da un portale antico sovrastato da due cariatidi con funzione di sostegno del piano superiore. Al centro in un ovale la data di costruzione del palazzo, il 1894.